# Močvirski livadar
Močvirski livadar (znanstveno ime Brenthis ino)  je dnevni metulj iz družine pisančkov, ki v Sloveniji leta med junijem in avgustom.

## Opis
Močvirski livadar ima na oranžni podlagi zgornje strani kril vzorec črnih pik in črt. Po zgornji strani kril ima ob zunanjem robu črn pas, na njegovi notranji strani pa je niz različno velikih črnih pik. Samice imajo temno obarvan del kril z vijoličnim sijajem, samci pa tega sijaja nimajo in imajo ta del oranžen. Na sredi spodnje strani kril se vleče rjavo vijoličen pas, na katerem so črne očescom podobne lise s svetlo sredino. Na notranjem delu spodnje strani zadnjih kril ima rumene lise, žile pa so temno poudarjene. Preko kril meri med 30 in 40 mm.
- Močvirski livadar
- △ Močvirski livadar

## Razširjenost
Močvirski livadar se v Sloveniji zadržuje v bližini rek ali močvirij, na vlažnih travnatih krajih, po katerih se razrašča grmovje ali redek gozd. Pojavlja se od morja do visokogorja, njegove gosenice pa se hranijo z listi brestovolistnega oslada (Filipendula ulmaria), malinjaka (Rubus idaeus), navadnega kresničevja (Aruncus dioicus) in zdravilne strašnice (Sanguisorba officinalis).